# 1781 год в науке
В 1781 году были различные научные и технологические события, некоторые из которых представлены ниже.

## События
- 13 марта — астрономом Уильямом Гершелем открыта планеты Уран[1].
- Основана Больница имени Н. В. Соловьёва.
- П. Гьельмом впервые был получен в металлическом состоянии молибден[2].
- Шведский химик Карл Шееле, обрабатывая азотной кислотой минерал шеелит, получил жёлтый «тяжёлый камень» (триоксид вольфрама), что привело через два года к получению вольфрама.

## Родились
- 13 марта — Карл Фридрих Шинкель, влиятельный прусский архитектор и градостроитель, работавший в нео-готическом и нео-классицистском стиле.
- 27 марта — Александр Христофорович Востоков, российский лингвист, филолог-славист (балто-немецкого происхождения), академик Петербургской АН (ум. 1864).
- 5 октября — Бернард Больцано, чешский математик, философ и теолог, автор арифметической теории вещественного числа (ум. 1848).
- 23 декабря — Христофор Георгиевич Бунге, российский врач (из лютеранской семьи выходцев из Восточной Пруссии), основоположник русской ветеринарии (ум. 1861).

## Скончались
- 27 мая — Джованни Беккариа, итальянский физик.